# Institut Reial de la Cultura Amaziga
L'Institut Reial de la Cultura Amaziga o IRCAM (amazic estàndard marroquí: ⴰⵙⵉⵏⴰⴳ ⴰⴳⴻⵍⴷⴰⵏ ⵏ ⵜⵓⵙⵙⵏⴰ ⵜⴰⵎⴰⵣⵉⵖⵜ, Asinag Ageldan n Tussna Tamazight) és un institut acadèmic estatal marroquí a càrrec de la promoció de la cultura amazic i del desenvolupament de la llengua amaziga.
L'institut té la seu a Rabat. Va ser fundat pel dahir (RD) n.1-01-299 del 17 d'octubre de 2001 i anunciat el mateix dia pel rei Mohammed VI en el seu discurs d'Ajdir. Disposa d'independència administrativa i financera.

## Rol
L'Institut ofereix consells al rei del Marroc i al govern sobre les mesures que ajudarien a desenvolupar la llengua i la cultura amazigues, sobretot dins el sistema educatiu.

## Responsabilitats
- Mantenir i desenvolupar la llengua amaziga.
- El treball en l'aplicació de les polítiques adoptades pel rei sobre el tema.
- Ajudar a incloure l'amazic en el sistema educatiu marroquí i assegurar la seva presència en els camps socials i culturals i en els mitjans de comunicació nacional, regional i local.
- Reforçar l'estat de la cultura amaziga en els mitjans de comunicació i la societat.
- Treballar amb altres institucions i organitzacions nacionals, especialment amb el Ministeri d'Educació.
- Actuar com a referència en el camp dels estudis i investigacions acadèmiques amazigues, regional i internacional, especialment a Àfrica del Nord.

## Tifinag
L'IRCAM té un rol precursor en l'adopció del tifinag per a la transcripció de les llengües amazigues al Marroc.
El sistema de transcripció adoptat, a diferència del tifinag original conservat pels tuaregs que és un abyad, és un alfabet compost de 33 caràcters que s'inscriuen en la continuïtat del «neo-tifinagh» elaborat en els anys 1970 per militants cabilencs.